# 1964年新加坡羽球公開賽
1964年新加坡羽毛球公開賽，為（早期）第5屆新加坡羽毛球公開賽。本屆賽事於1964年2月27日至3月1日在新加坡舉行。

## 優勝者
本屆各項目冠亞軍如下：
| 項目     | 冠軍          | 亞軍          |
| -------- | ------------- | ------------- |
| 男子單打 | 黃紹銘        | 許清材        |
| 女子單打 | 陳本娘        | 賴朝玉        |
| 男子雙打 | 陳貽權 伍文美 | 林世合 陳奕芳 |
| 女子雙打 | 陳本娘 賴朝玉 | 吳娣蘇 魏金玉 |
| 混合雙打 | 陳文烈 林珠英 | 彭錦良 沈莉莉 |